# In War and Pieces
In War and Pieces è il dodicesimo album del gruppo thrash metal tedesco Sodom, pubblicato nel 2010.

## Tracce
Testi di Nadja Herten and Tom Angelripper, musiche di Angelripper, Bernemann and Schottkowski.
1. In War and Pieces – 4:11
2. Hellfire – 3:07
3. Through Toxic Veins – 4:43
4. Nothing Counts More Than Blood – 3:49
5. Storm Raging Up – 5:08
6. Feigned Death Throes – 3:59
7. Soul Contraband – 3:50
8. God Bless You – 5:10
9. The Art of Killing Poetry – 4:38
10. Knarrenheinz (German Lyrics) – 3:20
11. Styptic Parasite – 5:13
12. Murder One (Japan CD Bonus Track) – 3:27